# Veronica forrestii
Veronica forrestii là một loài thực vật có hoa trong họ Mã đề. Loài này được Diels miêu tả khoa học đầu tiên năm 1912.